# الباردة (عكار)
البارْدِة أو تلة الباردة هي إحدى القرى اللبنانية من قرى قضاء عكار في منطقة الدريب بمحافظة عكار في شمال لبنان. تقع على ارتفاع 550 م عن سطح البحر، وعلى مسافة 132 كلم عن بيروت عبر طرابلس - حلبا - دير جنين - البيري. عدد سكّانها حوالي 2,500 نسمة (2001) وهي تابعة لمختارية البيرة. يعود تاريخ بناء أكثرها إلى ما بين القرنين الثامن والتاسع عشر. 

## تاريخها
شهدت أرضها حضارات قديمة، بقاياها في واديها في موقع أثري روماني. وقد سكن الباردة قبل مجتمعها الحالي أسر مسيحية قدمت إليها من بلاد جبيل ومن مناطق الشمال، منها أسرة سعادة التي تفرعت إليها من بجة جبيل والتي أنجبت البطريرك الماروني موسى العكاري. وفيها آثار دير وبقايا منزل البطريرك موسى بالقرب من آثار لبيت منسوب لأسرة جعلوك. ومصير أسرة سعادة مجهولة، التي كانت تسكن الباردة حيث أضحت من اقطاع آل المرعبي الذين سكنوا البيري. استقدموا إليها مزارعين من الجوتر للعمل في أراضيها بحسب النظم الإقطاعية التي كانت سائدة في إيالة طرابلس الشام. وفي أوائل تشرين الأول/أكتوبر 2016 اندلعت حرائق هائلة في مناطقها.  

سكان الباردة الحاليون (بحسب إحصائيات 2001) هم مسلمون سنة أكثرهم من البيري، ومنهم من عكار العتيقة وطرابلس. ومن عائلاتها: الأحمد، أرناؤوط، أمين، أنيس، الخضر، خليل، السحمراني، عبّود، فؤاد، مرعب.

## اقتصادها
يعتمد اقتصادها بصورة رئيسية على الزراعة وتربية المواشي عند أبناءها المقيمين. وقد بدأ سكّانها في تسعينيات القرن العشرين بتوسيع تشجير أراضيها على الأخص بشجر الزيتون. وزراعاتها بعلية أخصّها الزيتون، والحنطة، واللوز، والمشمش، والحبوب. أما مواشيها فأبقار وماعز. ونشطت فيها أيضًا تربية الدواجن من خلال إنشاء خمس مزارع خاصة بانتاج الدجاج وبيضه. وفي أواخر القرن العشرين اتجه عدد من سكانّها إلى التطوع في الجيش وقوى الأمن والأمن العام اللبناني، وإلى بعض الوظائف الخاصة، وأعمال اليد العامة في طرابلس وجوارها. وفي الباردة بعضة حوانين صغيرة تؤمّن المواد الغذائية وبعض السلع الضرورية. 

## إدارة وبنية تحتية
فيها جامع، ومزار الصوفي الشيخ عبد الله. 

## أعلامها
- موسى العكاري (؟ - 1567)، بطريريك الموارنة.